# Rhinella stanlaii
Rhinella stanlaii es una especie de anfibio anuro de la familia Bufonidae.

## Distribución geográfica
Esta especie es endémica de Bolivia. Habita en los departamentos de Cochabamba, La Paz y Santa Cruz entre los 1000 y 2300 m de altitud en el lado amazónico de la Cordillera Oriental.

## Descripción
Los machos miden de 39.1 a 54.1 mm y las hembras de 57.2 a 59.4 mm.

## Etimología
Esta especie lleva el nombre en honor a Stanley Lai.

## Publicación original
- Lötters & Köhler, 2000 : A new toad of the Bufo typhonius complex from humid montane forests of Bolivia (Amphibia, Anura, Bufonidae). Spixiana, vol. 23, n.º 3, p. 293-303[5]